# マイクロ波着陸装置

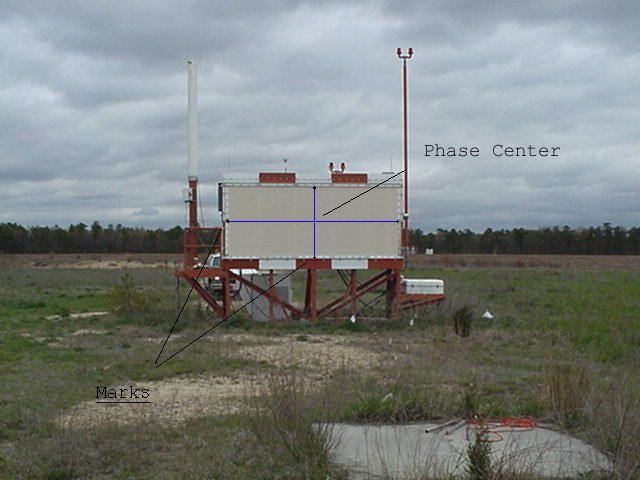
AZ装置

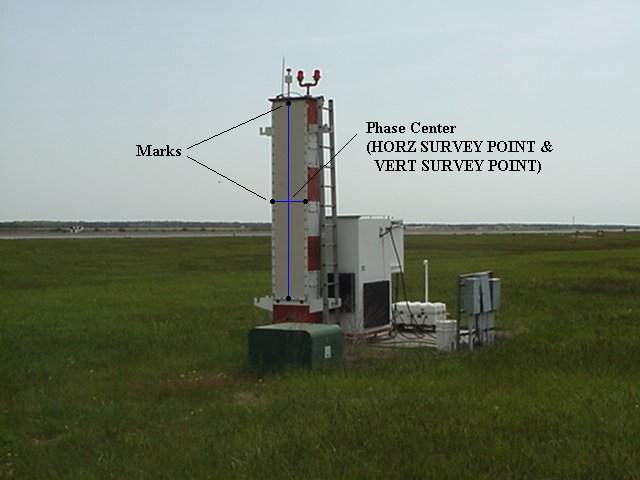
EL装置

マイクロ波着陸装置（マイクロは ちゃくりくそうち、microwave landing system、MLS）とは、電波によって航空機の着陸を支援する空港の地上施設であり、その信号を受信する航空機搭載の航法装置の1つである。
航空機を電波により精密に誘導して着陸させる計器着陸装置 (ILS)は、滑走路の延長上の直線進入しかできないため、その進入路に沿って航空機が着陸しようとすると、航空機による騒音に悩まされる地域が出てくることになり、空港の運用時間が限られたり、離着陸機数が制限されるなどの問題があった。そこで、航空機の騒音に悩まされる地域を避けるように曲線で描きながら電波により精密に空港に誘導して着陸させる着陸装置の開発をすべく研究が行われ、ICAOが1970年にマイクロ波着陸装置(MLS)の方式が確定して、1995年以降はマイクロ波着陸装置が着陸システムの国際標準として利用されることになり、1990年から1995年は移行期間としてILSとMLSの両方を併用、1995年以降はILSを順次撤去して、2000年以降はMLSを完全に使用する計画であった。
指向性の強い電波を放射することで滑走路の方向と高度を航空機に示す最終進入着陸装置であり、同種の計器着陸装置 (ILS) に比べて精度が高いが普及していない。
日本の電波法施行規則では「「MLS」とは、マイクロ波着陸方式（航空機に対し、その着陸降下直前又は着陸降下中に、水平及び垂直の誘導を与え、かつ、着陸基準点までの距離を示すことにより、着陸のための複数の進入の経路を設定する無線航行方式をいい、航空機に対し、その離陸中又は着陸復行を行うための上昇中に水平の誘導を与えるものを含む。）をいう」と定義されている（電波法施行規則2条1項49の2号）。ただし、日本の航空法や同法関連法規にはMLSに関する規定が一切ない。

## 特徴
- 覆域が広いため滑走路手前に一列に並ばなくても自由な角度からアプローチできる。したがって滑走路延長上に障害物がありILSが設置できないような空港でも、角度を変えることにより精密進入が行える。
- 精度が高い。
- ビーム状のマイクロ波を使用しており、VHF帯を使用する放送局からの電波干渉を受けない。
- 角度情報は単一の電波を受信すれば良い。
- 普及していない[2]。

## 構成
MLSには5GHz帯（5030-5090MHz)の電波を使用して、方位角・高低角・飛行情報・距離を航空機に提供する地上設備であり、200チャンネル分の電波割り当てが確保されている。
基本装置と拡張装置があり、基本装置ではAZ、EL、DMEが使用され、拡張装置ではBAZ・FE・DMEに代わってDME/Pが使用されるか又はその両方となる。
- 基本装置
  - AZ（AZimuth guidance station、方位誘導装置）
  - EL（ELevation guidance station、高低誘導装置）
  - DME（Distance Measuring Equipment、距離測定装置）
- 拡張装置
  - BAZ（Back AZimuth guidance station、後方方位誘導装置）
  - FE  (Flare guidance station、 引き起こし誘導装置）
  - DME/P（Distance Measuring Equipment/Precision、精密距離測定装置）[2]

## 動作

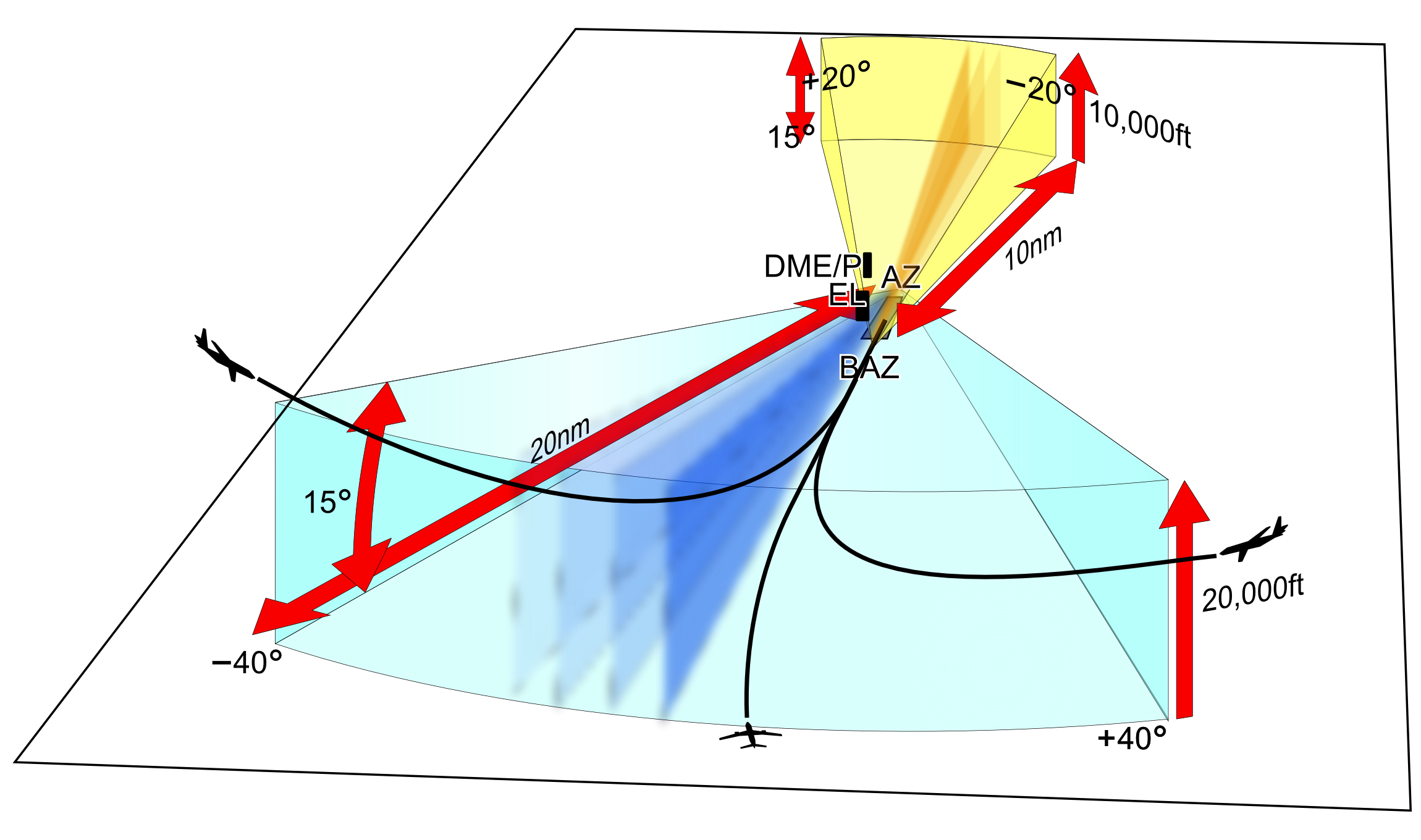
MLSの覆域(AZとBAZのビーム)
中央に空港の滑走路がある。滑走路手前の青い扇状の空間内がMLS-AZの覆域であり、滑走路後方の黄色い空間内がMLS-BAZの覆域である。

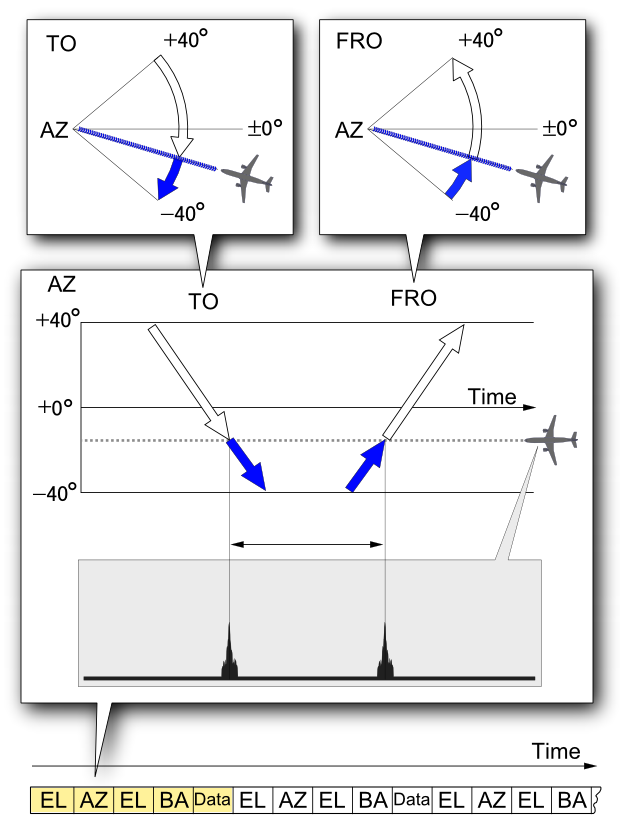
MLSの動作概略
航空機はTOスキャンとFROスキャンの2つの受信ピークの時間間隔を測ることで精確な角度情報が得られる。下の表は時間ごとに発信される各誘導信号の型式。

AZ、EL、BAZのいずれも放射方向が異なる他は同じ動作である。滑走路の軸線上に設けられた地上設備からは、5GHz帯の電波を鋭く絞った帯状のビームを、左右それぞれ40度で地上0度から15度までの高さ方向の範囲内に放射する。この帯状ビームは、右から左、左から右の両方向、又は下から上、上から下の両方向と、往復して放射される。放射の範囲内にいる空中の航空機は、この単一周波数の電波を受信して往復時に受ける2つの信号の時間間隔から滑走路の正しい進入路に対する角度を知ることができる。距離情報はビーム波では得られず、DMEかMLS用の高精度なDME/Pを使用する。

### 角度情報
まず水平方向での角度を知る仕組みを説明する。
AZ装置（AZimuth guidance station、水平ガイダンス装置、方位誘導装置）は航空機から見て着陸すべき滑走路の最奥端中央に位置する。電波は滑走路の中央軸を中心に左右方向40度の合計80度の角度で5GHz帯の電波ビームが放射される。縦方向に薄く鋭いこのビームの放射は、装置側から見て右40度から始まり左-40度まで一定速度で走査（スキャン）され、これがTOスキャン（往路走査）である。わずかな時間後に今度は左-40度から右40度まで走査され、これがFROスキャン（復路走査）である。走査の角度とタイミングを厳密に調整しどの装置でも同じように高精度での電波ビームが放射されることで、航空機側では往復2回受信するパルス状の電波信号の時間間隔を計測することで滑走路に対する角度を知ることができる。
AZ装置では滑走路に正対して進入する航空機に、水平方向の角度情報だけが与えられる。これと同様にELとBAZも滑走路に隣接して備えられる。EL装置（ELevation guidance station、垂直ガイダンス装置、高低誘導装置）は滑走路脇に、BAZ装置（Back AZimuth guidance station、後方水平ガイダンス装置、後方方位誘導装置）は滑走路の手前に後ろ向けに設置されている。
AZ装置とBAZ装置では縦ビームが水平方向に振られるのに対して、EL装置では横ビームが上下方向に振られることで角度情報を与える。AZ装置の角度は左右40度ずつの計80度と、20nm（約37km）までを、BAZ装置の角度は左右20度ずつの計40度で、10nm（約18km）までの有効範囲を想定している。AZ装置とBAZ装置のいずれも地上から15度の上向き角度までを覆域にする。
同じ周波数によってこれら3種のビームがほぼ順番に放射され、70ミリ秒ごとに1つの周期が繰り返される。着陸侵入時には水平方向の情報よりも高度情報が安全確保にとってはより重要であるため、EL装置からのビームは1周期内でも頻度が高く繰り返される。

### 距離情報
距離情報はビーム波では得られず、従来からある空港施設であるDMEの情報を使用するか、MLS用に新たに作られたより高精度なDME/Pの施設からの情報を使用する。

## 注記
1. ↑  ILSは精度が低く混信の問題もある。ILSの精度・覆域の問題などで視界不良時にも関わらず計器着陸できない経済的な不利益は存在するが、MLSへの新たな投資によりすでに普及しているILSを置き換えるだけの強い動機にはなっていないのが現状である。GPSの援用もILSの存命を後押ししている。